# Championnat d'Italie de rugby à XV 2015-2016
Navigation
Eccellenza 2014-2015 Eccellenza 2016-2017
Le Championnat d'Italie de rugby à XV 2015-2016 ou Campionato Nazionale Eccellenza 2015-2016 oppose les dix meilleures équipes italiennes de rugby à XV. Le championnat débute le 9 octobre 2015 et se termine par une finale prévue le 28 mai 2016. Il se déroule en deux temps : une première phase dite régulière en match aller-retour où toutes les équipes se rencontrent deux fois et une phase finale en deux tours. Le premier de la phase régulière rencontre le quatrième et le deuxième rencontre le troisième en match aller-retour lors des demi-finales, puis la finale entre les deux vainqueurs de ces demi-finales. À la fin de la saison régulière, le dernier du classement est relégué en Série A.

## Liste des équipes en compétition
Le Rugby Lyons Piacenza, vainqueur de la Série A1, est promu et remplace le club de I Cavalieri Prato relégué en deuxième division. 
| Calvisano Plaisance Lazio Rome Mogliano Padoue San Donà L'Aquila Rovigo Fiamme Oro Viadana |

| Équipe          | Stade                                                   | Capacité | Ville           |
| --------------- | ------------------------------------------------------- | -------- | --------------- |
| Calvisano       | Stade communal San Michele                              | 3 500    | Calvisano       |
| Fiamme Oro Roma | Centro Sportivo della Polizia di Stato di Ponte Galeria | 1 348    | Rome            |
| L'Aquila Rugby  | Stade Tommaso-Fattori                                   | 9 200    | L'Aquila        |
| Lazio           | Centre sportif Giulio-Onesti                            | 628      | Rome            |
| Rugby Lyons     | Stadio Comunale Beltrametti                             | 3 000    | Plaisance       |
| Mogliano        | Stade Maurizio-Quaggia                                  | 786      | Mogliano Veneto |
| Petrarca Padoue | Stadio Plebiscito                                       | 9 600    | Padoue          |
| Rovigo          | Stade Mario-Battaglini                                  | 5 500    | Rovigo          |
| San Donà        | Stade Romolo-Pacifici                                   | 1 500    | San Donà        |
| Rugby Viadana   | Stade Luigi-Zaffanella                                  | 6 000    | Viadana         |

## Résumé des résultats

### Classement de la phase régulière
| Rang | Club                | J  | V  | N | D  | Bo | Bd | Pm  | Pe  | Diff | Pts |
| ---- | ------------------- | -- | -- | - | -- | -- | -- | --- | --- | ---- | --- |
| 1    | Rugby Rovigo        | 18 | 16 | 0 | 2  | 9  | 2  | 616 | 235 | +381 | 75  |
| 2    | Rugby Calvisano (T) | 18 | 16 | 0 | 2  | 7  | 1  | 488 | 230 | +258 | 72  |
| 3    | Petrarca Padoue     | 18 | 11 | 1 | 6  | 9  | 3  | 458 | 293 | +165 | 58  |
| 4    | Mogliano SSD        | 18 | 13 | 0 | 5  | 6  | 2  | 476 | 264 | +212 | 56¹ |
| 5    | Rugby Viadana       | 18 | 8  | 1 | 9  | 5  | 4  | 413 | 346 | +67  | 43  |
| 6    | San Donà            | 18 | 9  | 1 | 8  | 5  | 0  | 370 | 437 | -67  | 43  |
| 7    | Fiamme Oro          | 18 | 7  | 1 | 10 | 3  | 7  | 352 | 287 | +65  | 40  |
| 8    | SS Lazio            | 18 | 5  | 0 | 13 | 2  | 3  | 272 | 485 | -213 | 25  |
| 9    | Lyons Piacenza (P)  | 18 | 2  | 0 | 16 | 0  | 6  | 226 | 619 | -393 | 14  |
| 10   | L'Aquila Rugby      | 18 | 1  | 0 | 17 | 1  | 4  | 243 | 718 | -475 | 9   |

¹Mogliano a reçu une sanction de 4 points de pénalité.
|  | Qualifiés pour les demi-finales (no 1, no 2, no 3, no 4).    |
|  | Relégué en deuxième division à l'issue de la saison (no 10). |
|  | T : tenant du titre 2015 • P : promu 2015                    |

Attribution des points : victoire sur tapis vert : 5, victoire : 4, match nul : 2, défaite : 0, forfait : -2 ; plus les bonus (offensif : 4 essais marqués ; défensif : défaite par 7 points d'écart ou moins).

### Phase finale
Les quatre premiers de la phase régulière sont qualifiés pour les demi-finales qui se font en matchs aller-retour. L'équipe classée première affronte celle classée quatrième alors que la seconde affronte la troisième. Les deux premières équipes ont l'avantage de recevoir lors du match retour. 
|  | Demi-finales          | Demi-finales          |               |        | Finale         | Finale         |
|  | Demi-finales          | Demi-finales          |               |        | Finale         | Finale         |
|  |                       |                       |               |        |                |                |
|  | 14 mai et 21 mai 2016 | 14 mai et 21 mai 2016 |               |        | le 28 mai 2016 | le 28 mai 2016 |
|  | 14 mai et 21 mai 2016 | 14 mai et 21 mai 2016 |               |        | le 28 mai 2016 | le 28 mai 2016 |
|  | [4] Mogliano          | 10 \| 17              |               |        | le 28 mai 2016 | le 28 mai 2016 |
|  | [4] Mogliano          | 10 \| 17              |               |        | le 28 mai 2016 | le 28 mai 2016 |
|  | [1] Rovigo            | 13 \| 34              |               |        | le 28 mai 2016 | le 28 mai 2016 |
|  | [1] Rovigo            | 13 \| 34              | FemiCZ Rovigo | 20     |                |                |
|  | 16 mai et 22 mai 2016 |                       | FemiCZ Rovigo | 20     |                |                |
|  |                       | Cammi Calvisano       | 13            |        |                |                |
|  | [3] Petrarca Padoue   | Cammi Calvisano       | 13            | 3 \| 7 |                |                |
|  | [3] Petrarca Padoue   |                       |               | 3 \| 7 |                |                |
|  | [2] Calvisano         | 11 \| 33              |               |        |                |                |
|  | [2] Calvisano         | 11 \| 33              |               |        |                |                |